# Newton Moore
Newton James Moore (né le 17 mai 1870 et mort le 28 octobre 1936) est un homme politique, homme d'affaires et officier australien. Il a été le 8e Premier ministre d'Australie-Occidentale de 1906 à 1910. Après avoir servi lors de la Première Guerre mondiale, il est membre de la Chambre des communes du Royaume-Uni de 1918 à 1932.
Newton Moore est le père de Rodney Moore (en).

## Biographie
Newton Moore naît à Fremantle, en Australie-Occidentale. Il est le fils de James Moore, personnalité de Bunbury, et d'Elizabeth Dawson, enseignante. Il est éduqué à l'école primaire de Bunbury, puis au Prince Alfred College (en) d'Adélaïde (Australie), Australie-Méridionale. En 1886, il devient apprenti-surveyor sous Alexander Forrest (en). Après sa qualification en 1894, il travaille comme surveyor contractuel dans les environs de Bunbury. En avril 1898, il épouse Isabella Lowrie, sœur de William Lowrie (en).
En 1899, est élu sur le conseil municipal de Bunbury. Il devient maire de 1900 à 1904. En 1903, il est membre de la Commission royale sur la foresterie, et président de l'association des municipalités d'Australie-Occidentale en 1904 et 1905.